# Camponotus leveillei
Camponotus leveillei é uma espécie de inseto do gênero Camponotus, pertencente à família Formicidae.